# Dwight Smithson Jeffers
Dwight Smithson Jeffers (auch Dwight S. Jeffers, D. S. Jeffers, * 21. Mai 1883 in De Land, Piatt County, Illinois, Vereinigte Staaten; † 20. April 1980 in Des Moines, King County, Washington, Vereinigte Staaten) war ein US-amerikanischer Forstwissenschaftler.

## Leben

### Familie und Ausbildung
Der aus dem im US-Bundesstaat Illinois gelegenen Dorf De Land gebürtige Dwight Smithson Jeffers, Nachfahre englischer sowie schottisch-irischer Einwanderer, Sohn des methodistischen Ministers Elijah Marion Jeffers (1853–1948) und der Florence Smithson Jeffers (1853–1893), studierte nach dem Pflichtschulabschluss an der Illinois Wesleyan University in Bloomington im US-Bundesstaat Indiana, 1906 erwarb er den akademischen Grad eines Bachelor of Arts. Im Anschluss widmete er sich dem Studium der Forstwissenschaften an der Yale University School of Forestry in New Haven, 1911 erhielt er den Grad eines Master of Forestry. 1931 wurde er an der Graduate School zum Doctor of Philosophy promoviert.
Dwight Smithson Jeffers, Angehöriger der Methodist Episcopal Church, ´heiratete im Dezember 1914 Helen Anette Nelson (1891–1990). Der Ehe entstammten die Kinder Dwight Nelson (1916–2010) sowie Betty Jo. Jeffers starb 1980 im Alter von 96 Jahren. Seine letzte Ruhestätte fand er auf dem Greenhill Cemetery in Laramie im US-Bundesstaat Wyoming.

### Beruflicher Werdegang
Nach Einsätzen für den United States Reclamation Service und als Instructor an der Canon City Colo High School trat Dwight Smithson Jeffers 1911 als Forest Assistant in den United States Forest Service ein, später wurde er zum Forest Supervisor befördert. 1921 folgte Dwight Smithson Jeffers einem Ruf als Associate Professor of Forestry an das Iowa State College nach Ames. 1931 wechselte Jeffers als Professor of Forestry an das College of Forest Resources der University of Washington nach Seattle. 1935 übersiedelte er nach Moscow, dort wurde er zum Professor of Forestry und Dean des College of Forestry der University of Idaho bestellt, 1953 wurde er emeritiert.
Der renommierte Forstwissenschaftler Dwight Smithson Jeffers veröffentlichte zahlreiche Artikel in Periodika. Jeffers war Fellow der Society of American Foresters (SAF) sowie Mitglied der Freimaurer, der wissenschaftlichen Vereinigungen Sigma Xi, Alpha Zeta, Xi Sigma Phi, Phi Kappa Phi und Tau Kappa Epsilon sowie des Kiwanis Club of Moscow. Im April 1983 gründete seine Frau Helen den Dr. Dwight S. Jeffers Endowment Fund for Scholarships.

## Schriften
- zusammen mit John H. Fahrenbach: A key and description of the woody plants, exclusive of the conifers, indigenous to New Haven County, Connecticut, and of the exotics that have escaped from cultivation. Yale University, School of Forestry, New Haven, Connecticut, 1910
- A planting plan for a tract near New Haven, Connecticut. Yale University, School of Forestry, New Haven, Connecticut, 1910
- The influence of the philosophy of free land upon forest policy in the United States. Dissertation, Yale University, New Haven, Connecticut, 1935
- Free land and United States forest policy. Printed by the Letter Shop, Moscow, Idaho, 1939